# Alsóörs
Alsóörs (hongrois : Alsóörs [ˈɒlʃøːrʃ]) est une localité hongroise située dans le comitat de Veszprém. La localité appartenait originellement au comitat de Zala depuis l'époque du roi Saint Étienne de Hongrie jusqu'à la réorganisation administrative de 1945.

## Histoire
La localité et ses environs étaient probablement habités dès l'époque romaine, mais les premières traces tangibles de l'installation des Magyars ne remontent qu'au XIe siècle. Elles se manifestent sous la forme de fragments de céramique et de découvertes issues d'un cimetière du XIe siècle. Le village appartenait au clan Örsúr et sa première mention écrite connue date de 1200.
Le 9 avril 1301, l'abbé et le couvent de Bakonybél vendirent leurs vignes d'Alsóörs et de Felsőörs, car leurs serfs et vignerons, appauvris par les pillages de István, fils de Márk Csák, et des fils de Jakab Cseszneki, furent contraints d'abandonner la région et de cesser la culture de la vigne.
Au Moyen Âge, la localité faisait partie des domaines de la reine de Hongrie, période où débuta probablement l'exploitation du grès rouge (vöröskő). En 1570, la région fut vraisemblablement le théâtre d'un affrontement entre les Ottomans et les Hongrois : János Bornemissza, capitaine du château de Pápa, aurait affronté des troupes ottomanes supérieures en nombre dans le secteur du Suhatagi-dűlő.
En 1909, la construction de la ligne de chemin de fer de la rive nord du Balaton et d'une branche secondaire reliant Veszprém ouvrit de nouvelles perspectives de développement pour Alsóörs. Peu après, une station balnéaire fut aménagée et une association des bains (Fürdőegylet) fut créée. Une des premières villas de villégiature fut bâtie par Sándor Endrődi ; une plaque commémorative rappelle aujourd'hui son souvenir. Il joua également un rôle clé dans le développement de la navigation de plaisance sur le Balaton.
De l'époque du roi Saint Étienne jusqu'en 1946, Alsóörs faisait partie du comitat de Zala.

## Population

### Minorités culturelles et religieuses
Lors du recensement de 2011, la population se déclarait à 80,9 % hongroise, 3,9 % allemande, 0,1 % rom et 0,3 % roumaine, tandis que 18,8 % des habitants n'ont pas déclaré leur appartenance ethnique.
La répartition religieuse était la suivante : 36,7 % de catholiques romains, 13,6 % de réformés, 2,3 % de luthériens, 0,4 % de catholiques grecs et 17,1 % de sans religion, tandis que 28,6 % des habitants n'ont pas répondu.
En 2022, 88,1 % de la population s'identifiait comme hongroise, 2,9 % allemande, 0,3 % slovaque, 0,2 % ukrainienne, 0,2 % rom, 0,1 % bulgare, tandis que 4,1 % se déclaraient d'une autre nationalité étrangère et 10,9 % n'ont pas répondu (en raison des identités multiples, le total peut dépasser 100 %).
Concernant l'appartenance religieuse, 30,6 % étaient catholiques romains, 12,7 % réformés, 2,3 % luthériens, 0,3 % catholiques grecs, 1 % chrétiens d'autres confessions, 1,5 % autres catholiques, 11,2 % sans religion, tandis que 40 % des habitants n'ont pas répondu.

## Équipements

### Santé et sécurité
La garde civile (Polgárőrség) a été fondée le 26 mars 1992 par 17 membres. Son financement est assuré par la Fondation pour la protection d'Alsóörs, créée en 1992 pour soutenir l'ordre public et la sécurité locale.

### Réseaux extra-urbains
La localité est située sur la rive nord du bassin oriental du lac Balaton, le long de la route principale 71, à 5 km au sud-ouest de Balatonalmádi. Ses localités voisines sont Lovas, Paloznak et Felsőörs. Ses collines couvertes de vignes marquent le début du terroir viticole de Csopak. Le centre historique d'Alsóörs s'est développé à un peu plus d'un kilomètre du rivage du Balaton, au pied des collines longeant l'ancienne « route romaine » (Római út).
Depuis Veszprém et la route principale 8, la localité est accessible par la route 7219, qui rejoint la route 71 à Alsóörs. La principale voie de circulation interne est la route 72 116, qui suit en partie la « route romaine » et porte, dans sa partie urbaine, le nom de Sándor Endrődi.
La localité est desservie par le chemin de fer Börgönd–Szabadbattyán–Tapolca, via la gare d'Alsóörs, située à l'ouest du village. De 1909 à 1969, elle était également reliée à Veszprém par une ligne ferroviaire aujourd'hui disparue, laissant l'autocar comme seul mode de transport public vers la préfecture.
Alsóörs est accessible par des bateaux de ligne réguliers, ainsi que par des voiliers ou taxis nautiques en provenance des localités voisines du Balaton. La ville de Balatonfüred, considérée comme la « capitale » de la rive nord, se trouve à seulement 10 km et peut être rejointe en train, bus, bateau ou encore par vélo, grâce au réseau de pistes cyclables aménagées.

## Patrimoine urbain
L'édifice le plus emblématique d'Alsóörs est la maison turque (Török-ház), construite vers 1500 dans la partie haute du vieux village, sur les pentes du mont Somlyó, dans un style gothique tardif. Aujourd'hui, elle accueille un espace d'exposition. L'église réformée, construite sur des fondations du XIIIe siècle, conserve des éléments romans et gothiques et fut rénovée en 1807 dans un style baroque. Son plafond en bois peint, datant de 1721, constitue un élément remarquable du bâtiment. Plus récente, l'église catholique romaine fut édifiée en 1987 dans un style moderne, à l'écart des circuits touristiques, près de l'école primaire de la localité.
Une ancienne carrière de grès rouge (vöröskő), exploitée autrefois en périphérie du village, a fourni le matériau de nombreuses constructions locales. Fermée puis réhabilitée, elle accueille occasionnellement des spectacles en plein air et est parfois surnommée « l'amphithéâtre ». Plusieurs statues en grès rouge sont disséminées dans la localité, représentant des figures historiques nationales ou locales, comme l'écrivain Mór Jókai et le notaire Tivadar Mihálkovits. Certaines sculptures sont abstraites ou ne représentent pas de personnage identifié ; la majorité d'entre elles a été réalisée lors d'un symposium de tailleurs de pierre organisé au début des années 2010. Un mémorial en grès rouge a également été érigé en hommage à János Gamauf, adjudant-chef décédé en service à Alsóörs, ainsi qu'à Ádám Németh, étudiant tué lors du même événement. Ce monument se trouve en bordure de la route 71, près de la limite communale avec Balatonalmádi.
Au centre du village, à l'intersection de la route romaine (Római út) et de la rue Endrődi Sándor, se trouve la « Kocsma », un établissement qui abrite une vaste collection d'objets et d'outils traditionnels. En plus de son aspect muséal, il constitue un lieu de rencontre culturelle fréquenté par des artistes des scènes théâtrales de Budapest et Veszprém.
La localité est également connue pour ses belvédères offrant une vue panoramique sur la région du Balaton. Surplombant directement le village, le belvédère du mont Somlyó (Somlyó-hegyi kilátó) a été entièrement reconstruit en 2015, doublant sa hauteur d'origine. Après son inauguration, certains l'ont surnommé « la couronne d'Alsóörs ». Le territoire de la localité comprend aussi le belvédère du mont Csere (Csere-hegyi kilátó), premier belvédère en pierre du Balaton, qui a pris sa forme actuelle après des rénovations effectuées au début des années 2000.

## Tissu associatif
La localité abrite plusieurs associations et communautés actives. Parmi les plus anciennes, la section locale de la Croix-Rouge compte environ 120 membres. Avant même la transition démocratique, elle avait entrepris la réalisation d'une plaque commémorative en hommage aux héros tombés pendant la Seconde Guerre mondiale, qui fut inaugurée solennellement le 28 mai 1989 sur le mur de l'église réformée. Son action est principalement tournée vers l'aide aux personnes en difficulté, le soutien aux personnes âgées et l'organisation de collectes de sang. Chaque année, son comité organise des voyages à travers le pays et des sorties au théâtre pour les retraités. Lors de la révolution roumaine, elle a organisé une collecte qui fut envoyée à la localité transylvaine de Málnás ; depuis, un lien durable s'est établi, et chaque été, des enfants de Málnás viennent en colonie de vacances à Alsóörs.
Le club de pêche « Ezüst Híd » est une autre association de longue date, rassemblant environ 300 membres ces dernières années. Ses activités principales incluent une assemblée générale annuelle, l'entretien du refuge des pêcheurs, ainsi que l'organisation de concours de pêche. La plupart de ses membres n'étant pas des résidents permanents, ces événements assurent la continuité de la vie associative. En 1993, le club s'est retiré de la MOHOSZ (Fédération hongroise des associations de pêcheurs) et a participé, avec sept autres associations, à la création de la Fédération des associations de pêche du Balaton. La municipalité a accordé un bail de 33 ans à cette fédération pour un terrain situé près de la plage, où est implanté le refuge des pêcheurs.
L'Association amicale des propriétaires de résidences secondaires d'Alsóörs (Alsóörsi Üdülőtulajdonosok Baráti Társasága) est actuellement la plus grande organisation civile de la localité, avec plus de 500 membres. Créée en tant qu'association de défense des intérêts des propriétaires, elle tient des assemblées générales semestrielles. Actuellement, 1 137 personnes possèdent une résidence secondaire à Alsóörs, réparties sur 111 localités du pays.
Le club des retraités « Sirály » a été fondé le 6 janvier 1999 au sein de la maison de la culture d'Alsóörs, offrant un espace de rencontre et d'activités pour les aînés de la localité.
La localité dispose d'une équipe de handball et d'un club de football, ainsi que d'une salle de sport. En période estivale, elle devient un centre dynamique pour les activités de tir à l'arc, de sports nautiques et de randonnées aquatiques.
L'un des événements emblématiques est la traversée du Balaton en embarcation humaine (Balaton-átevező), une course de 22 km reliant Alsóörs à Siófok, puis retour à Alsóörs. Conformément à la tradition, l'objectif principal n'est pas tant la victoire ou l'obtention des médailles dans l'une des huit catégories, mais plutôt le plaisir du sport et de la convivialité.
L'équipe locale de handball est reconnue comme un Centre national de formation au handball (Nemzeti Kézilabda Utánpótlás Központ).

## Cultes
Sous l'occupation ottomane, la population de la région du Balaton-felvidék adopta massivement la foi réformée. À la fin de la période ottomane, un recensement en langue allemande mentionnait qu'à Alsóörs, l'ensemble des habitants étaient calvinistes. Avec l'expulsion des Ottomans, la Contre-Réforme ne tarda pas à s'intensifier. Dans le diocèse de Veszprém, l'évêque Márton Padányi Bíró entreprit de ramener une grande partie de la population au catholicisme. Toutefois, dans les villages réformés du Balaton-felvidék, cette reconquête religieuse rencontra une résistance farouche, donnant lieu à des affrontements physiques, des échauffourées et même l'intervention des forces de l'ordre contre les réformés. À Alsóörs, la population demeura fermement attachée à sa foi, défendant son église, son école et sa communauté.
L'histoire de la paroisse a été étudiée en profondeur dans les ouvrages de László Borbás, ancien directeur d'école à Alsóörs. L'année 1998 marqua une période de transformations majeures dans la vie de la communauté réformée. Un foyer paroissial fut construit cette même année pour un montant de plus de 7 millions de forints. En 1999, après 43 ans de service pastoral, le pasteur Lajos Nagy prit sa retraite et fut remplacé par Miklós Rásky, venu de Csákberény, élu à l'unanimité. La communauté engagea rapidement des travaux de rénovation, restaurant le presbytère la même année, puis l'église médiévale en 2001 grâce au plan Széchenyi. Depuis 2005, le pasteur dirige la publication d'un journal paroissial, Mandulavirág, qui est devenu un périodique régional du Balaton oriental, publié six fois par an.
L'histoire de la communauté catholique romaine est plus récente. Avec l'essor des villas de villégiature, les offices religieux, toutes confessions confondues, se tenaient en plein air, dans les jardins de certaines propriétés. Les soins spirituels des fidèles étaient assurés non seulement par le prêtre local, mais aussi par des ecclésiastiques en villégiature. À partir de 1799, les catholiques d'Alsóörs dépendaient de la paroisse de Paloznak, puis, entre 1941 et 1945, de celle de Felsőörs.
En 1925, l'Église fit l'acquisition d'un terrain sur lequel fut d'abord construite une chapelle avec un clocher. En 1936, une sacristie et un presbytère furent ajoutés. L'augmentation du nombre d'enfants conduisit, en 1945, à l'ouverture d'une école catholique. Faute de locaux dédiés, les cours se tenaient dans la chapelle, l'autel étant dissimulé derrière une cloison en bois mobile. En 1985, la rénovation de l'ancienne école-cathédrale fut entreprise, parallèlement à la construction d'une nouvelle église catholique à proximité. Durant les travaux, les offices religieux se déroulèrent dans une salle de classe de l'école. La nouvelle église catholique fut consacrée en 1987.

## Personnalités liées à la localité
Parmi les personnalités liées à Alsóörs, figure Sándor Endrődi (Veszprém, 16 janvier 1850 – Budapest, 7 novembre 1920), poète, écrivain et membre correspondant de l'Académie hongroise des sciences.
La localité fut également le lieu de résidence de László Borbás, directeur d'école et chercheur en histoire locale.
La journaliste et productrice de télévision Honorka Hégető (Târgu Mureș, 24 décembre 1971 – Alsóörs, 3 juin 2001) y est décédée.
Selon une tradition locale, János May, héros de la Révolution et guerre d'indépendance de 1848-1849, aurait trouvé la mort dans les environs du village.